# 粟屋元親
粟屋 元親（あわや もとちか）は、戦国時代の武将。毛利氏の家臣。毛利氏の五奉行の一人で、毛利十八将の一人。祖父は粟屋元秀、父は粟屋元忠。

## 生涯
毛利氏家臣・粟屋元忠の子として生まれ、毛利元就に仕える。
享禄5年（1532年）7月13日付の毛利氏家臣団32名が互いの利害調整を元就に要請した連署起請文では、22番目に「粟屋弥六元親」と署名している。
天文9年（1540年）に内紛を起こしていた平賀氏の頭崎城攻撃や、同年秋から始まる吉田郡山城の戦いにも参戦して戦功を挙げた。
天文19年（1550年）7月12日から7月13日にかけて元就によって安芸井上氏が粛清された直後の7月20日に毛利氏家臣団238名が連署して毛利氏への忠誠等を誓った起請文においては、15番目に「粟屋右京亮元親」と署名している。また、井上氏粛清後の新たな体制として元就が五奉行制を定めた際に、毛利隆元の側近として内政面にも優れていた元親も赤川元保、国司元相、桂元忠、児玉就忠と共にその一人となった。
天文24年（1555年）の厳島の戦いの後の防長経略でもその武勇を発揮した。
弘治3年（1557年）12月2日、防長経略が終わった後の毛利氏家臣239名が名を連ねて軍勢狼藉や陣払の禁止を誓約した連署起請文において、13番目に「粟屋右京亮」と署名する。
永禄4年（1561年）に死去。家督は次男の元信が継ぎ、五奉行職も元信が引き継いだ。